# Магнезит (комбінат)
Комбінат «Магнезит» — підприємство з видобутку й переробки магнезиту у Челябінській області Росії.
До складу комбінату входять (2000) два рудника, шахта, дробильно-збагачувальні фабрики, цехи залізничного транспорту, вибухових робіт, ремонту обладнання. В контурах кар'єрів залишається 27 млн т магнезиту.

## Історія розвитку
1990 року розпочато будівництво шахта «Магнезитова» проектною річною продуктивністю 2,4 млн т. У шахтному полі враховано 150 млн т магнезиту.
В 1999 році видобуто 2390 тис. т магнезиту (максимум — 1988 р — 4896 тис. т). У 2000 році на комбінаті працювало 2500 осіб. У 2005 році — будівництво потужної флотаційної збагачувальної фабрики.
Закінчення будівництва шахти — 2005—2006 років.